# 史密斯威森M386夜間護衞型左輪手槍
史密斯威森M386夜間護衞型（英語：Smith & Wesson Model 386 Night Guard）是一款由美国槍械公司史密斯&威森旗下的性能中心以史密斯威森M386（史密斯威森M686的钪合金底把版本）為藍本研製及生產的7發式“K／L型底把”雙動操作式理想攜帶型個人防護及專業／職責用途左輪手槍，發射.357 S&W馬格南或火力相對較弱的.38 S&W特種彈這二種子彈。

## 概述
2008年，史密斯威森宣布已經推出新型夜間警衛系列的左輪手槍，而史密斯威森M386夜間護衞型就是其中一把。但史密斯威森M386夜間護衞型現已停產。
史密斯威森M386夜間護衞型是一把類似史密斯威森M686的左輪手槍，使用了鋁電解钪合金底把以及採用啞光黑色塗層、PVD塗層不鏽鋼弹巢、帕茨米亞（英語：Pachmayr）環繞式壓實特製握把和XS Sights製造的氚光機械瞄具，另外裝有類似史密斯威森M686的凹槽式照門。

## 資料來源
1. ↑  . www.luckygunner.com.   [2018-08-08]. （原始内容存档于2020-08-14） （英语）.
2. ↑  . www.smith-wesson.com.   [2018-08-02]. （原始内容存档于2019-05-14） （英语）.

- （英文）—Manfacturer: Smith & Wesson （页面存档备份，存于）—Model 386 Night Guard （页面存档备份，存于）

## 外部連結
- （英文）—The Firearm Blog.com—S&W Model 386 Night Guard （页面存档备份，存于）
- （英文）—AmericanRifleman.org—Smith & Wesson 386 Night Guard Revolver （页面存档备份，存于）
- （英文）—Genitron.com—Smith & Wesson 386 Night Guard （页面存档备份，存于）
- （英文）—Gunblast.com—Smith & Wesson’s New Nightguard Series Revolvers （页面存档备份，存于）
- （英文）—GunGunsGuns.net—Smith & Wesson Model 386 Night Guard （页面存档备份，存于）
- （英文）—Tactical-Life.com—Smith & Wesson Begins Shipping Night Guard™ Revolvers （页面存档备份，存于）
- （英文）—WhichGun.com—Smith & Wesson Model 386 Night Guard （页面存档备份，存于）